# Bandar Kumbul
Bandar Kumbul is een bestuurslaag in het regentschap Labuhan Batu van de provincie Noord-Sumatra, Indonesië. Bandar Kumbul telt 4006 inwoners (volkstelling 2010).